# Ныколка
Ныколка (Николка) — река в России, протекает в Холмогорском районе Архангельской области. Вытекает из болота Сосновская Чарокса. Впадает в реку Северную Двину в 368 км от её устья по левому берегу. Длина реки составляет 12 км.

## Данные водного реестра
По данным государственного водного реестра России относится к Двинско-Печорскому бассейновому округу, водохозяйственный участок реки — Северная Двина от впадения реки Вага и до устья, без реки Пинега, речной подбассейн реки — Северная Двина ниже места слияния Вычегды и Малой Северной Двины. Речной бассейн реки — Северная Двина.
Код объекта в государственном водном реестре — 03020300412203000033246.